# 尤多拉 (阿肯色州)
尤多拉（英語：Eudora）是一個位於美國阿肯色州奇科特縣的城市。

## 地理
尤多拉的座標為33°06′53″N 91°15′46″W / 33.11472°N 91.26278°W，而該地的平均海拔高度為41米（即135英尺）。

## 人口
根據2020年美國人口普查的數據，尤多拉的面積為8.01平方千米，當中陸地面積為8.01平方千米，而水域面積為0.00平方千米。當地共有人口1728人，而人口密度為每平方千米215人。